# Another Magazine
 (mars 2023).
Another Magazine, également orthographié AnOther Magazine, est un magazine de mode et de culture britannique fondé en 2001. Il est imprimé bi-annuellement.
Il est créé en 2001 par Jefferson Hack (en), cofondateur de la revue mensuelle Dazed une dizaine d'années auparavant, à l'origine du groupe de presse américain Dazed Media.
Concernant Another Magazine, Olivier Wicker, dans le journal Libération écrit, en évoquant le numéro 3 : « quel magazine peut publier dans un même numéro une interview de Pamela Anderson, la première page de la Métamorphose de Kafka annotée par Nabokov et un poster central où le corps d'une rousse, qui présente les signes d'une rigor mortis avancée, est sur le point d'être dévorée par des chats affamés ? ». Pour ce journaliste, ce magazine sait associer l'avant-garde des créateurs européens avec une direction artistique américaine. il est constitué de pages sur la création artistique contemporaine, de pages sur la mode, d'interviews, et de pages de publicité. Il évoque dans cet article des ventes de 130 000 exemplaires par numéro, dans 43 pays.